# Henrik Johan Öfverberg
Henrik Johan Öfverberg, född 27 oktober 1802 i Stockholm, död där 14 juni 1862, var en svensk präst och tecknare.
Han var son till kakelugnsmakaren Joseph Öfverberg och Sophia Elisabeth Frodelius. Öfverberg blev student vid Uppsala universitet 1818 och filosofie magister 1830. Han prästvigdes 1829 och tjänstgjorde från 1831 som lärare vid Klara skola i Stockholm. Han blev extra ordinarie kunglig hovpredikant 1844 och ordinarie kunglig hovpredikant 1856 för att slutligen bli kyrkoherde i Hovförsamlingen. Vid sidan av sitt arbete var han verksam som tecknare och finns representerad med en teckning av Hannäs kyrka och gamla klockstapel vid Nordiska museet.